# (36231) 1999 UG16
1999 UG16 (asteroide 36231) é um asteroide da cintura principal. Possui uma excentricidade de 0.01810510 e uma inclinação de 9.72596º.
Este asteroide foi descoberto no dia 29 de outubro de 1999 por CSS em Catalina.